# Бенедикт IV
Бенедикт IV (лат. Benedictus PP. IV; ?, Рим — июль 903) — папа римский с 1 февраля 900 года по июль 903 года. Принадлежал к партии папы Формоза. Короновал императором Людовика III Слепого. Отлучил от церкви графа Фландрии Балдуина II, организовавшего убийство архиепископа Реймса Фулька. Похоронен в Риме.

## Биография

### Происхождение
Бенедикт, сын Маммоло, родился в Риме и был рукоположён в сан священника папой Формозом или Иоанном IX: из-за жестоких и кровопролитных боев, которые последовали между сторонниками и противниками Формоза трудно определить точное время.
Исторические источники описывают Бенедикта щедрым и добродетельным человеком, но ему довелось взойти на Апостольский Престол в очень тяжёлые времена: венгры атаковали итальянские земли на севере, сарацины на юге, и все чаще Рим становился ареной борьбы алчных аристократических семей и переворотов.

### Управление церковью
Из нескольких актов, оставшихся после Бенедикта IV, мы знаем, что он был сторонником партии папы Формоза, как и его предшественник Иоанн IX, чьей линии он последовал. Незадолго до этого папа Стефан VI (VII), убеждённый противник Формоза, отменил все его указы и объявил все рукоположения Формоза недействительными. Его преемники Роман, Теодор II и Иоанн IX признали взгляды Стефана абсурдными и губительными, и Бенедикт пошел в том же направлении. Среди разжалованных Стефаном епископов был франк Аргрим. Он получил паллий из рук Формоза, Стефан VI его низложил в 897 году, но Иоанн IX, формозианец, его восстановил. 31 августа 900 года Бенедикт IV провёл синод в Латеранском дворце, на котором Аргрим был утверждён епископом Лангра.
На пастырском уровне Бенедикт IV сражался на многих фронтах. Он отлучил от церкви правителя Фландрии Балдуина II, организовавшего убийство архиепископа Реймса Фулька. Вмешался в спор по поводу кафедры Неаполя и добился назначения Стефана III архиепископом Неаполя после смерти Афанасия II. Бенедикт энергично защищал Маклакия, архиепископа Амасии (современная Амасья в Турции) от сарацин.

### Папа и титул Императора Запада
В 898 году Ламберт Сполетский, коронованный императором Формозом и поддерживаемый Иоанном IX, умер без наследников. Ламберту в итоге наследовал Арнульф Каринтийский, также коронованный Формозом, но и тот скоропостижно скончался в декабре 899 года. В итоге в течение двух лет (900 и 901 годы) императорский престол был вакантным. Бенедикт IV хорошо понимал, что возник политический вакуум, и у Рима нет ни друзей, ни союзников.
Папа решил, что Беренгар I, король Италии с 888 года, может занять место Арнульфа, но тот был разбит венграми в 899 году, а затем несколько раз Людовиком Провансальским. Тогда Бенедикт решил передать титул и корону Людовику (февраль 901 года). Однако Людовик после своей коронации был разбит Беренгаром, ослеплён и вынужден вернуться в свои владения униженным.
Папа понял свой просчёт, однако коронация Беренгара была отложена на 10 лет: Рим погрузился в анархию, оказавшись беспомощным перед лицом внутренней угрозы — могущественной семьёй комита Тускулума Теофилакта I (863—925), его жены Феодоры и дочери Марозии.

### Управление Римом и последние годы понтификата Бенедикта
Людовик Слепой в 901 году назначил iudices (судьями) Рима самых выдающихся старейшин города, в том числе Теофилакта I и Крисцентия, основателя рода Кресцентиев. Члены этих двух семей монополизировали власть в городе и контроль над папами на ближайшие годы.
Бенедикт IV умер в 903 году, озлобленный тем, что не сумел противостоять этой угрозе. По этой причине историки относят его понтификат к периоду так называемых «тёмных веков», за которым в 904 году последовала порнократия папы Сергия III. Утверждалось, что Бенедикт стал жертвой убийц, посланных Беренгаром, но доказательств этому нет.